# 삼강행실도 (대전)
삼강행실도(三綱行實圖)는 대전광역시 유성구 대전시립박물관에 있는 조선시대의 목판본 책이다. 1989년 3월 18일 대전광역시의 문화재자료 제19호로 지정되었다.

## 개요
삼가행실도는 임금과 신하, 아버지와 아들, 부부에게 모범이 될 만한 충신, 효자, 열녀 등의 행실을 모아 만든 책이다. 이 책은 세조의 명을 받아 편집한 것을 중종 6년(1511)에 한글로 풀이하여 목판으로 처음 찍어낸 것이다.
내용을 보면 35인의 효자를 추려 각각 그 사실을 그림으로 그려 놓고 예찬하는 글과 시를 덧붙여 놓았으며, 책 앞머리의 서문은 중종 7년(1512) 권채가 왕의 명을 받아 써놓은 것이다.
조선시대의 윤리 및 가치관을 이해하는데 귀중한 자료가 되며, 국어사의 연구 및 전통 회화사의 연구에도 많은 도움이 되고 있다.

## 같이 보기
- 삼강행실도

## 참고 문헌
- 삼강행실도 - 국가유산청 국가유산포털